# Compsilura concinnata
Compsilura concinnata är en tvåvingeart som först beskrevs av Johann Wilhelm Meigen 1824.  Compsilura concinnata ingår i släktet Compsilura och familjen parasitflugor. Arten är reproducerande i Sverige. Inga underarter finns listade i Catalogue of Life.